# 血品
血品（blood product）又稱血液製品（blood-based product）、血液製劑，指由人類血液為原料制備，用在醫療用的製品。血品包括：全血、成分血（blood component，血液成分的血品）、血漿製品（plasma derivative）。
- 全血：目前在輸血醫學（英语：transfusion medicine）上並不常直接使用全血。
- 成分血：屬於成分血的血品包括：紅血球濃厚液或懸浮液、由全血或是血小板分離術取得的血小板、减白血品（去除或减除血液中白血球的制品，可减少病毒感染、发热性非溶血性输血反应、血小板输注无效、免疫修饰作用等等不良输血反应）、血漿、冷凍沉澱品。
- 血漿製品：血漿製品是指由製藥程序中取得的血漿蛋白質，包括白蛋白、凝血因子濃厚液及静脉注射免疫球蛋白。

## 和其他物質的關係
血品和人工合成的人工血（blood substitute）不同。另外，許多血品都有增加體液容積的效果，不過血品和血容量擴充劑不同，血容量擴充劑是人工合成的物質，因此也屬於在人工血範圍內。